# Mattel, Inc. проти MCA Records, Inc.
Mattel v. MCA Records, 296 F.3d  894 (9th Cir. 2002) — серія судових позовів між Mattel і MCA Records, пов'язаних із хітом 1997 року «Barbie Girl» датсько-норвезької групи Aqua. Зрештою справу було закрито.

## Фон
11 вересня 1997 року компанія Mattel подала позов до окружного суду Центрального округу Каліфорнії, висунувши 11 вимог проти MCA (американського звукозаписного лейбла групи Aqua) та інших. Mattel стверджувала, що пісня Barbie Girl порушує торговельну марку Barbie та перетворює Барбі на сексуальний об'єкт, називаючи її «білявою бімбо». На думку позивача, ця пісня порушила їхні авторські права і ТМ Barbie, а крім того, слова пісні заплямували репутацію торгової марки та порушили їхній маркетинговий план. Mattel також стверджувала, що на обкладинці синглу використано «Barbie pink» — зареєстровану колірну торгову марку, що належить Mattel. MCA відкинула претензії Mattel і подала зустрічний позов про наклеп, оскільки Mattel порівняла MCA з грабіжником банку.
Окружний суд Центрального округу Каліфорнії визнав позов неприйнятним (англ. motion to dismiss) через неспроможність викласти претензію. Після цього Mattel звернулася з апеляцією до Дев'ятого округу. Після розгляду апеляції Апеляційний суд Дев'ятого округу постановив, що пісня захищається як пародія відповідно до доктрини номінативного використання товарних знаків (див.) і Першої поправки до Конституції Сполучених Штатів, згідно з висновком судді Алекса Козінськи; досягнувши цього результату, суд застосував тест Роджерса, запроваджений судовим прецедентом у справі Rogers v. Grimaldi, 875 F.2d 994 (2d Cir. 1989). Апеляційний суд також відхилив зустрічний позов MCA про наклеп. Козінськи завершив своє рішення словами: «Сторонам рекомендується заспокоїтися» (англ. The parties are advised to chill). Компанія Mattel звернулася з заявою про перегляд (certiorari) до Верховного суду Сполучених Штатів, але її клопотання було відхилено.

## Відповідь
Цю справу використала як приклад журналістка Наомі Кляйн у своїй книзі «Ні логотипу», де вона заявила, що монополії, створені авторськими правами та товарними знаками, несправедливо побутують, використовуючи значні бюджети для юридичних спорів.
У 2009 році в рамках маркетингової стратегії пожвавлення продажів компанія Mattel випустила рекламне відео з версією пісні «Barbie Girl» зі зміненим текстом. У 2023 році до саундтреку фільму Barbie виробництва Mattel увійшла пісня «Barbie World» реперів Нікі Мінаж і Ice Spice, яка є семплом синглу Aqua.